# イェソン
イェソン（朝：예성、英：Yesung、1984年8月24日  - ）は、韓国の歌手、俳優であり、男性アイドルグループSUPER JUNIORのメンバー。グループではメンバーのリョウク、キュヒョンと共にメインボーカルを担当。SMエンタテインメント所属。愛称は兄さん。
2016年10月19日に日本1stシングル『雨のち晴れの空の色』をリリースし、日本ソロデビューを果たした。

## 概要
2001年、SM青少年ベスト選抜大会にて優れた歌唱力を発揮、唄部門1位でオーディション合格。デビュー直前、「“芸”術的な“声”帯」という意味で事務所から「芸声（イェソン）」と名付けられた。カトリック教徒。

## 人物
- 本名：金 康熏（朝：김강훈、キム・ガンフン）
- 身長：175cm、血液型：AB型[1]
- 家族構成：父、母、弟
- 学歴
  - 京畿道富川市徳川（トクチョン）初等学校 入学
  - 天安市清水（チョンス）初等学校 卒業
  - 富城（プソン）中学校 卒業
  - 並川（ビョンチョン）高等学校 卒業
  - 鮮文大学校 新素材工学（中退）
  - 靑雲大学校 放送音楽科 卒業
  - 靑雲大学校 情報商業大学院 放送音楽科 修士課程 修了
  - 仁荷大学校 大学院文化経営学専攻（融合課程、博士課程）
- 2010年、ソロで歌った人気ドラマ「シンデレラのお姉さん」のOST 「君じゃなければダメだ」が大ヒット。
- 腎臓結石を患っていた。
- 昔から顔が浮腫みやすい。
- 明洞に父親のための眼鏡屋『WHYSTYLE』を、建大に母親と弟のためのカフェ『Mouse Rabbit』をオープン。
- 怖いものなしだが、高い所は苦手。
- 手が非常に小さいことをメンバーから度々いじられる。また独特のハスキーボイスをメンバーから真似されている。
- 2013年5月6日、全北全州35師団に入所して4週間の基礎軍事訓練を受けた後、23ヶ月間公益勤務要員として服務。
- 2015年5月4日、召集解除。
- 2016年10月19日、武蔵大学の朝鮮語の授業に先生となって飛び入り参加した[3]。

## 作品

### アルバム
- 2016年4月19日 1st mini album『Here I am』
- 2017年4月18日 2nd mini album『Spring Falling』
- 2019年2月20日 日本1st full album『STORY』[4]
- 2019年6月18日 3rd mini album『Pink Magic』
- 2021年5月3日 4th mini album『Beautiful Night』
- 2023年1月23日 1st full album『Sensory Flows』
- 2023年2月27日 1st full album special ver.『Floral Sense』
- 2023年5月24日 日本1st mini album『君という桜の花びらが僕の心に舞い降りた。』[5]
- 2023年10月4日 5th mini album 『Unfading Sense』
- 2024年11月5日 6th mini album『It's Complicated』

### シングル
- 2016年10月19日 日本1st single『雨のち晴れの空の色』
- 2017年6月28日 日本2nd single『Splash/愛してるって言えない』
- 2023年12月20日 日本3rd single『Not Nightmare Christmas』

### ミュージックビデオ
| 公開日 | 公開日  | 曲名                                     | リンク |
| ------ | ------- | ---------------------------------------- | ------ |
| 2016年 | 4月19日 | 문 열어봐 (Here I am)                    | Play   |
| 2016年 | 9月1日  | 雨のち晴れの空の色                       | Play   |
| 2017年 | 4月11日 | 겨울잠 (Hibernation)                     | Play   |
| 2017年 | 4月18日 | 봄날의 소나기 (Paper Umbrella)           | Play   |
| 2017年 | 6月2日  | Splash                                   | Play   |
| 2019年 | 2月6日  | Because I Love You ～大切な絆～          | Play   |
| 2019年 | 2月13日 | いま会いにゆきます 〜If You〜            | Play   |
| 2019年 | 6月18日 | Pink Magic                               | Play   |
| 2021年 | 4月23日 | Phantom Pain                             | Play   |
| 2021年 | 5月3日  | Beautiful Night                          | Play   |
| 2023年 | 1月25日 | Small Things                             | Play   |
| 2023年 | 2月27日 | Floral Sense (feat. ウィンター of aespa) | Play   |
| 2023年 | 5月24日 | 束の間の恋                               | Play   |
| 2023年 | 10月4日 | Scented Things                           | Play   |
| 2024年 | 11月5日 | It's Complicated                         | Play   |

### OST
- 「Are you ready?」（2007年7月27日）- 映画『花美男（イケメン）連続ボム事件』OST
- 「愛は本当に痛い（사랑 참 아프다）」（2008年10月1日）- SBS『タチャ（타짜、イカサマ師）』OST
- 「It Has To Be You（너 아니면 안돼）」（2010年3月31日）- KBS『シンデレラのお姉さん（신데렐라 언니）』OST
- 「君を愛して」（2010年12月29日）-『プレジデント』OST Part.2
- 「君を待って」（2011年1月31日）-『パラダイス牧場』OST Part.2
- 「ただ一日だけ」（2011年7月18日）-『武士ペク・トンス』OST Part.2
- 「花より彼女」（2012年5月30日）-『I Do I Do』OST
- 「Blind For Love」（2012年11月26日）-『ドラマの帝王』OST
- 「複写紙（モクチ）Gray paper」（2012年2月13日）-『その冬、風が吹く』OST
- 「夢を見る」（2015年8月3日）-『華政』OST
- 「Miss You」（2015年11月8日）-『錐』OST
- 「On My Own」（2018年4月2日）-『ロマンスは必然に』OST
- 「Branded In My Heart」（2019年10月29日）-『コッパダン ～恋する仲人～』OST

### 写真集
- Starry Island（2021年）
- 你&我 (You & I)（2024年）

## 単独公演

### SUPER JUNIOR-YESUNG JAPAN TOUR 2016 ～BOOKS～
| 公演日 | 公演日      | 開催地   | 会場                                |
| ------ | ----------- | -------- | ----------------------------------- |
| 2016年 | 9月1~3日    | 大阪府   | 大阪国際会議場 メインホール         |
| 2016年 | 9月8~9日    | 愛知県   | 名古屋国際会議場 センチュリーホール |
| 2016年 | 9月20~21日  | 神奈川県 | パシフィコ横浜 国立大ホール         |
| 2016年 | 10月9~10日  | 石川県   | 本多の森ホール                      |
| 2016年 | 10月15~16日 | 広島県   | 上野学園ホール                      |
| 2016年 | 10月21~23日 | 福岡県   | 福岡サンパレス                      |
| 2016年 | 11月22~23日 | 東京都   | 東京国際フォーラム ホールA          |

### SUPER JUNIOR-YESUNG Special Live『Y’s SONG』
| 公演日 | 公演日     | 開催地   | 会場                                |
| ------ | ---------- | -------- | ----------------------------------- |
| 2017年 | 6月14~15日 | 大阪府   | フェスティバルホール                |
| 2017年 | 6月29~30日 | 神奈川県 | パシフィコ横浜 国立大ホール         |
| 2017年 | 7月4~5日   | 愛知県   | 名古屋国際会議場 センチュリーホール |

### SUPER JUNIOR-YESUNG Special Live『Y’s STORY』
| 公演日 | 公演日     | 開催地 | 会場               |
| ------ | ---------- | ------ | ------------------ |
| 2019年 | 2月20日    | 福岡県 | Zepp Fukuoka       |
| 2019年 | 2月27~28日 | 大阪府 | Zepp Osaka Bayside |
| 2019年 | 3月6~7日   | 愛知県 | Zepp Nagoya        |
| 2019年 | 3月13~14日 | 東京都 | 豊洲PIT            |

### SUPER JUNIOR-YESUNG LIVE TOUR『君という桜の花びらが僕の心に舞い降りた。』
| 公演日 | 公演日               | 開催地 | 会場               |
| ------ | -------------------- | ------ | ------------------ |
| 2023年 | 6月4日               | 大阪府 | オリックス劇場     |
| 2023年 | 6月17~18日           | 千葉県 | 幕張イベントホール |
| 2023年 | 7月17日 (6月3日振替) | 大阪府 | オリックス劇場     |

### YESUNG SOLO CONCERT - Unfading Sense
| 公演日 | 公演日      | 開催地     | 開催地       | 会場                                |
| ------ | ----------- | ---------- | ------------ | ----------------------------------- |
| 2023年 | 10月21~22日 | ソウル     | 韓国         | YES24ライブホール                   |
| 2023年 | 11月10日    | ジャカルタ | インドネシア | The Kasablanka                      |
| 2023年 | 11月25日    | 台北       | 台湾         | 臺北流行音樂中心                    |
| 2023年 | 12月2日     | 愛知県     | 日本         | 名古屋国際会議場 センチュリーホール |
| 2023年 | 12月5日     | 大阪府     | 日本         | フェスティバルホール                |
| 2023年 | 12月16日    | バンコク   | タイ         | Bhiraj Hall                         |
| 2023年 | 12月19日    | 東京都     | 日本         | 東京国際フォーラム ホールA          |
| 2024年 | 1月6日      | マニラ     | フィリピン   | New Frontier Theater                |
| 2024年 | 1月13日     | マカオ     | 中国         | Broadway Theatre                    |

### 2025 YESUNG CONCERT [It's Complicated] in ASIA
| 公演日                     | 公演日     | 開催地           | 開催地       |
| -------------------------- | ---------- | ---------------- | ------------ |
| 2025年                     | 1月18~19日 | ソウル           | 韓国         |
| 2025年                     | 2月8日     | バンコク         | タイ         |
| 2025年                     | 2月22日    | 香港             | 中国         |
| 2025年                     | 2月28日    | シンガポール     | シンガポール |
| 2025年                     | 3月2日     | マカオ           | 中国         |
| 2025年                     | 3月8日     | 台北             | 台湾         |
| 2025年                     | 4月4~6日   | 東京             | 日本         |
| 2025年                     | 4月12日    | クアラルンプール | マレーシア   |
| We're the Complicated Kind |            |                  |              |
| 2025年                     | 4月19~20日 | ソウル           | 韓国         |

### その他単独公演
| 公演日 | 公演日     | 公演名                                                              | 開催地 | 開催地 | 会場                                |
| ------ | ---------- | ------------------------------------------------------------------- | ------ | ------ | ----------------------------------- |
| 2016年 | 6月3~5日   | コーヒー一杯シロップはたくさん                                      | ソウル | 韓国   | SMTOWN THEATRE                      |
| 2016年 | 6月17~19日 | コーヒー一杯シロップはたくさん                                      | ソウル | 韓国   | SMTOWN THEATRE                      |
| 2016年 | 8月5~7日   | コーヒー一杯シロップはたくさん - リフィル                           | ソウル | 韓国   | SMTOWN THEATRE                      |
| 2017年 | 5月13~14日 | 春悲                                                                | ソウル | 韓国   | ブルースクエア サムスンカードホール |
| 2021年 | 7月25日    | Beyond LIVE SUPER JUNIOR-YESUNG Special Event ~I'll light your way~ | -      | -      | オンライン                          |

## イベント出演
| 出演日 | 出演日      | イベント                                   | 開催地 | 会場                 |
| ------ | ----------- | ------------------------------------------ | ------ | -------------------- |
| 2016年 | 10月25日    | 第29回東京国際映画祭                       | 日本   | 六本木ヒルズアリーナ |
| 2017年 | 8月5日      | SMTOWN SPECIAL STAGE in Hong Kong          | 香港   | 香港コロシアム       |
| 2017年 | 9月23日     | Three Friends Talk & Concert               | 日本   | 東京国際展示場       |
| 2024年 | 8月7日      | ENA K POP UP CHART SHOW                    | 日本   | ピアアリーナMM       |
| 2024年 | 9月28日     | IDOL RADIO LIVE in TOKYO ~Shining Moments~ | 日本   | 東京ガーデンシアター |
| 2024年 | 10月4日     | 2024 BUSAN INTERNATIONAL ROCK FESTIVAL     | 韓国   | 三楽生態公園         |
| 2024年 | 10月26~27日 | 魔王10th ゴーストステージ                  | 韓国   | INSPIRE ARENA        |

## メディア出演

### テレビ番組
- 人体探検隊（인체탐험대）（2007年、SBS）
- ものすごい外出（기막힌 외출）（2008年、Comedy TV）
- イケメン屋台（꽃미남 포차）（2009年、KBS joy）
- The Muzit（더 뮤지트）（2010年9月 - 2011年1月、TrendE）- MC[18]
- イトゥク＆イェソンのLove追撃者（2010年、MBC every1）- MC
- 宇宙をあげる（2018年3月 - 6月、チャンネルA）[19]
- SUPER JUNIORのアイドルVSアイドル（2020年7月 - 2022年4月、KNTV）- MC[20]
- 私たち家族になりました（2021年12月 - 2022年1月、Mnet）[21]
- あのちゃんの電電電波♪（2023年7月15日、テレビ東京）[22]

### ドラマ
- 錐（2015年、JTBC）- ファン・ジュンチョル 役[23]
- ボイス（2017年、OCN）- オ・ヒョノ 役[24]

### 映画
- いきなり先生になったボクが彼女に恋をした（2016年11月3日公開）- 主演・ヨンウン 役[25][12]
- ブルドーザー少女（2022年4月7日）- 刑事 役[26]

### ミュージカル
- 南漢山城（2009年）- チョン・ミョンス 役
- ホン・ギルドン（2010年）- ホン・ギルドン 役
- スパマロット（2010年）- サーギャラハッド 役
- メイビー、ハッピーエンド（2018年）- オリバー 役[27]
- ALTAR BOYZ（2018年）- マシュー 役

### ラジオ
- イェソンのM.I.R.A.C.L.E for You（2006年9月19日 - 2007年9月8日、joins DMB）

## タイアップ
- 「雨のち晴れの空の色」- 松竹メディア事業部配給映画『いきなり先生になったボクが彼女に恋をした』主題歌
- 「Splash」- 日本テレビ系列放送『バズリズム』2017年7月度オープニングテーマ

## 受賞歴
- 忠清南道天安市歌謡祭 - 1位（1999年）
- SM青少年ベスト選抜大会【唄部門】1位（2001年）
- Cyworld Digital Music Awards【Song of the Month】-「It Has To Be You」（2010年4月）[28]
- Cyworld Digital Music Awards 2010【Original Sound Track】-「It Has To Be You」（2011年）[29]
- 19th KKBOX Music Awards【TOP100 Singers of The Year】（2024年）[30]

### 各種SNS
- Yesung (@shfly3424) - X
- yesung1106 (@yesung1106) - Instagram
- Yesung - TikTok
- Yesung110684 - 新浪微博（簡体字中国語）
- YESUNG - YouTube
- YESUNG official（@yesung_smtown）- Instagram
- YESUNG_JP_OFFICIAL（@yesung_jp_official）- 日本公式Instagram
- YESUNG official（@YESUNG_smtown）- X
- 예세이 Yessay | Super Junior Yesung - YouTube
- 예세이 Yessay | 전시 · 공간 · 예술 - Instagram

### 公式サイト
- SUPER JUNIOR日本公式サイト
- SM Entertainment公式サイト（朝鮮語）